# Stanislas Xavier Pourille
Jean Baptiste Stanislas Xavier Pourille, dit Blanchet (pseudonyme de journaliste), né à Troyes (Aube) le 26 avril 1833 et mort à Paris 5e le 17 décembre 1880, est une personnalité de la Commune de Paris.

## Biographie
Il fait ses études à Paris et y fonde le journal Le Sans le sou. En 1860, il devient moine capucin, mais abandonne son état ecclésiastique assez rapidement. Habitant Lyon, il devient interprète auprès des tribunaux (1864-1867). Renvoyé, il devient commerçant en bourre de soie mais fait faillite en 1868. Revenu à Paris, sous le pseudonyme de Blanchet, il collabore à la presse d'opposition au Second Empire.
Pendant le siège de Paris par les Allemands (septembre 1870- mars 1871), il est membre du 60e bataillon de la Garde nationale et il fait partie du Comité central. Il participe aux insurrections du 31 octobre 1870 et du 22 janvier 1871 contre le Gouvernement de la Défense nationale. Il est élu au Conseil de la Commune par le Ve arrondissement. Il est membre de la commission de la Justice, il vote pour la création du Comité de Salut public. Le 5 mai, Raoul Rigault, le dénonce comme ancien capucin et failli. Il est arrêté et donne sa démission du Conseil de la Commune. Après la Semaine sanglante, il est condamné à mort par contumace, mais parvient à se réfugier en Suisse.

## Publications
- La Critique européenne, ou Chansons nouvelles sur la guerre d'Orient, 1854 Texte en ligne
- Épanchements de l'âme, poésies, 1858
- À Napoléon III. La France et l'Italie, 1859
- Vingt et un mois de vie monastique, sous le pseudonyme de Saint-Alespol, 1868
- Causes de la défaite de la Commune de Paris, ses fautes et ses crimes, 1872

### Notices biographiques
- Jules Clère, Les hommes de la Commune : Biographie complète de tous ses membres, Paris, Libraire-éditeur É. Dentu, 1871, 195 p. (lire en ligne sur Gallica), p. 42-44
- Paul Delion, Les membres de la Commune et du Comité central, Paris, A. Lemerre éditeur, août 1871, 446 p. (lire en ligne sur Gallica), p. 43-46
- Bernard Noël, Dictionnaire de la Commune, Coaraze, L'Amourier éditions, coll. « Bio », avril 2021 (1re éd. 1971), 799 p. (ISBN 978-2-36418-060-4, ISSN 2259-6976, présentation en ligne), p. 634-635
- « Notice « Pourille Stanislas [Pourille Jean-Baptiste, Stanislas, Xavier, dit Blanchet] [Blanchet-Pourille] [Porille] » », sur maitron.fr, Le Maitron, dictionnaire bibliographique du mouvement ouvrier et du mouvement social, Association Les Amis du Maitron (consulté le 3 août 2021)